# 車寄

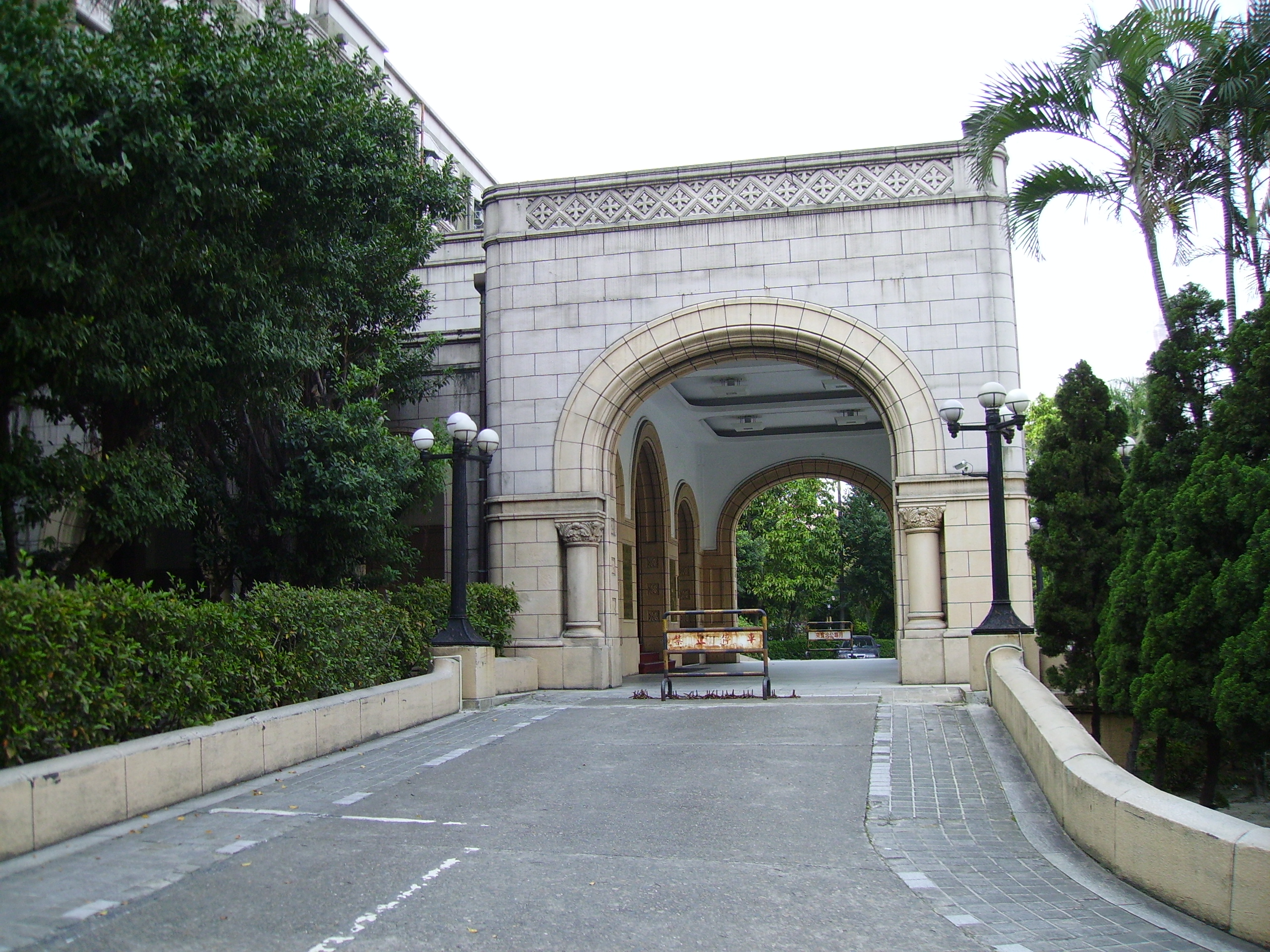
位在臺灣臺北市的司法大廈之迎賓車廊及相連車道。

車寄（源自日语：／ kurumayose ?），或稱馬車門廊（porte-cochère，法語：[pɔʁt.kɔ.ʃɛʁ]，最早出現於17世紀晚期，複數形式寫作 porte-cochères 或 portes-cochères）、迎賓車廊等，是建築物出入口的一種有屋頂的門廊式結構物，經常富有造型，並可以容納車輛通過或暫停於其中，讓乘車抵達或離開建築者在上下車時，得以遮蔽於雨滴等之外。
今日，這種結構物仍出現於公共建築和酒店等建築物之中，為乘坐機動交通工具抵達的訪客提供有遮蔽的通道。
這種結構物用於車輛通行，經常與門廊、柱狀門廊等被混淆。
該種結構物之柱腳通常被環繞以石塊或其他堅硬材質，以在遭衝撞時阻擋或代替承受撞擊力道，避免結構物本體產生嚴重毀損。